# Жан II Алансонський
Жан II Алансонський (фр. Jean II d'Alençon; 2 березня 1409 — 8 вересня 1476) — французький аристократ, принц крові, військовий діяч часів Столітньої війни, потім Прагерії, граф де Перш, герцог Алансон.

## Життєпис

### Молоді роки
Походив з династії Валуа-Алансон. Син Жана I, герцога Алансона, та Марі (доньки Жана V, герцога Бретанського). Рано втратив батька, який загинув у 1415 році в битві при Азенкурі. У 1420 році дофін Карл (майбутній король Карл VII) призначив його намісником областей у Нормандії. У 1424 році одружився з представницею роду Валуа-Орлеан.
Того ж року хоробро бився у битві при Вернеї, але зазнав поранення й потрапив до полону. За нього вимагали викуп у 200 тисяч золотих солю, проте до 1429 року його повністю не зібрали. Тоді його було звільнено під чесно слово задля зібрання коштів, а натомість зобов'язався не воювати проти англійців. Щоб виплатити цей борг, Жан продав маєток Фужер, сеньйорію Сен-Кристоф у Турені, а його дружина Жанна заклала свої коштовності. 21 лютого 1429 року він зміг виплатити викуп.

### Боротьба з англійцями
Перебрався до замку Шінон (ставку дофіна), а незабаром разом з Жанною д'Арк узяв участь у звільнені Орлеана. Потім разом з нею очолив королівську, так звану луарську, армію, до якої долучилися загони Жана Дюнуа та Флорана д'Ілльє. Ця війська визволили міста Осера, Жаржо, Труа, потім перемогли у битві при Пате. Після цього брав участь у поході на Реймс, який швидко було захоплено. 17 липня 1429 року король Карл VII висвятив Жана Алансона в лицарі. У жовтні був учасником облоги Парижу, який натомість не вдалося відвоювати. У 2429—1430 році очолив похід до Нормандії, проте не досяг успіху. У 1432 році вступив у суперечку за замок Пуансе зі своїм дядьком Жаном VI, герцогом Бретані.
Жан не погодився на укладання миру в Аррасі у 1435 році, тому що не зміг повернути герцогство Алансон. Також вважав недостатнім призначений королем пенсіон у 12 тис. ліврів. У 1437 році одружився з представницею впливового роду Арманьяк. У 1440 році став учасником Прагерії — руху могутніх французьких феодалів проти посилення королівської влади, підтримуючи дофіна Людовика (майбутнього короля Людовика XI). Але наприкінці 1440 року замирився королем. Після цього знову приєднався до королівського війська, але у 1442 році розпочав таємні перемовини з королем Англії щодо повернення батьківського спадку.
У 1449 році очолив королівську армію в Нормандії, сприяв захопленню Руана, а у 1450 році відзначився у битві при Кані. Тоді ж отримав від герцога Бургундії орден Золотого Руна. Згодом відвоював м. Алансон та інші свої володіння. Але у 1456 році за намагання видати свою доньку за сина Річарда, герцога Йоркського (ці перемовини почалися 1455 року) Жана Алансонського було заарештовано та запроторено до фортеці Ег-Морт. У 1458 році суд перів присудив Жана до смерті, але король Карл VII замінив цей вирок ув'язненням у м. Лош.

### Протидія королю
У 1461 році, після смерті Карла VII, за рішенням Людовика XI, Жана було звільнено. У 1465 році приєднався до об'єднання впливових французьких феодалів Ліги громадського блага. Але його син Рене залишився вірним королю. Завдяки синові того ж року Жан замирився з Людовиком XI. Але вже у 1468 році вступив у союз з Франциском II, герцогом Бретані. У 1473 році Карл Бургундський запропонував Жану продати своє герцогство та графство Перш. Про це стало відомо королю, тому він висунув вимогу передати короні три важливі фортеці та отримання права на улаштування на розуміння Людовика XI їхнього шлюбу, що призвело до остаточного розриву між ними, а незабаром арешту Жана. Він послідовно сидів у в'язницях Рошкортона, Лоша та Парижу. У 1474 році Паризький парламент завершив слідство та виніс присуд, за яким Жана Алансонського визнано винним у державній зраді та засудив на смерть. Втім король помилував й запроторив до Лувру. Тут Жан й помер у 1476 році.

## Родина
1 Дружина — Жанна (1409—1432), донька Карла Валуа, герцога Орлеанського
Діти: не було
2 Дружина — Марі (1420—1473), донька Жана IV, графа Арманьяка
Діти:
- Катерина (1452—1505) — дружина Гая XV де Лаваль
- Рене (1454—1492) — герцог Алансонський

4 бастарди